# 1793 (Roman)

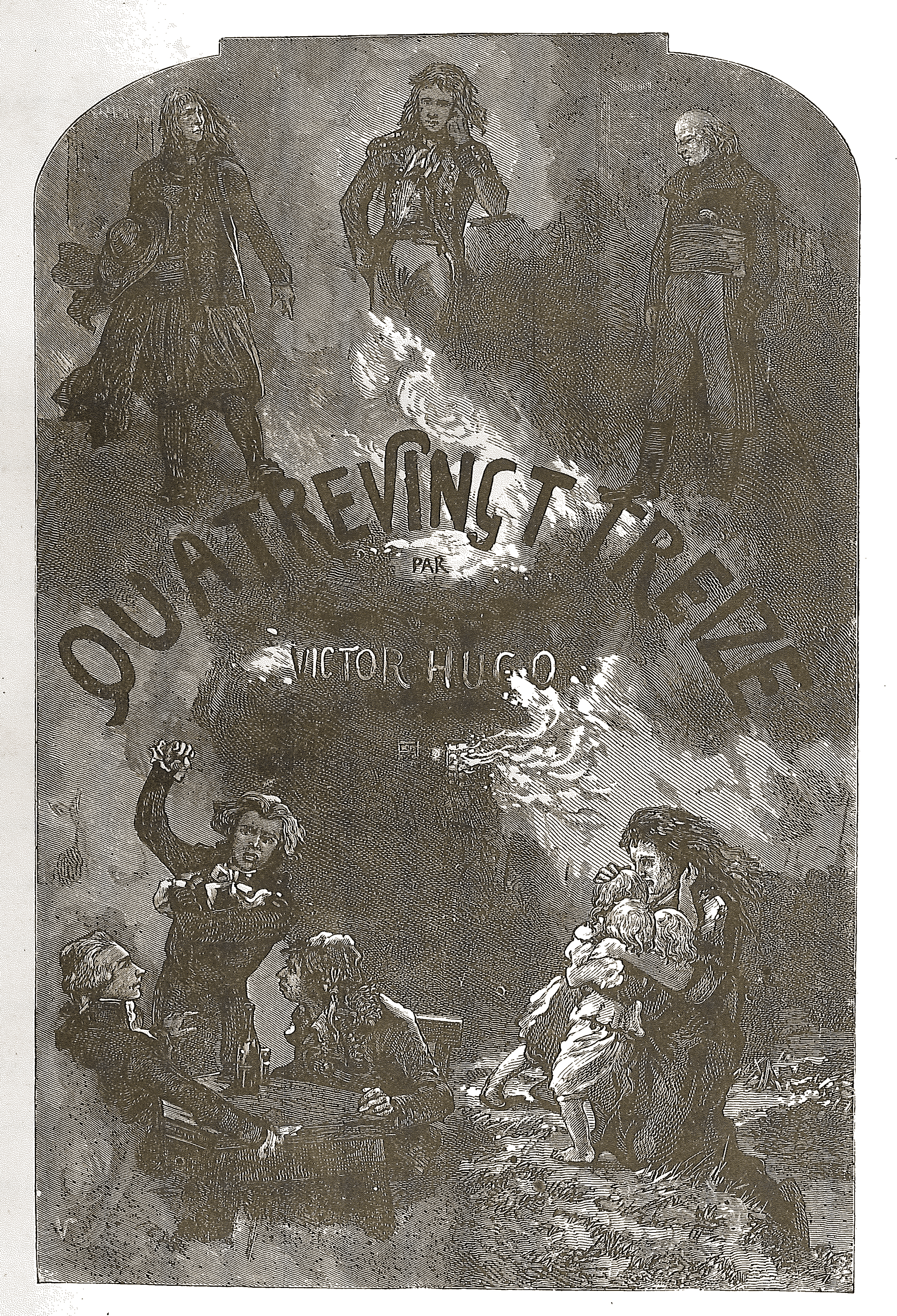
Titelblatt der ersten illustrierten Ausgabe von 1876.

1793, auch Dreiundneunzig oder 1793 – Das Jahr des Schreckens, französischer Originaltitel Quatrevingt-treize, ist ein historischer Roman des französischen Schriftstellers Victor Hugo. Er spielt im Jahr 1793, zu Beginn der Terrorherrschaft  während der Französischen Revolution. Er wird der literarischen Romantik zugerechnet. 1793 ist Hugos letzter Roman und erschien 1874.

## Handlung
Der Roman spielt in den Monaten Mai bis August 1793. Er ist in drei Teile gegliedert, die wiederum in vier, drei und sieben Bücher von jeweils bis zu 15 Kapiteln Länge unterteilt sind. Im ersten Teil, Auf See, wird erzählt, wie ein Bataillon Pariser Regierungstruppen, die unter General Antoine Joseph Santerre zur Bekämpfung gegenrevolutionärer Aufständischer ausgezogen sind, einen Wald in der Bretagne durchkämmen und dabei auf die Witwe Michelle Fléchard mit ihren drei kleinen Kindern stoßen. Obwohl ihr Mann auf Seiten der katholisch-royalistischen Aufständischen fiel, nehmen sie sie als Marketenderin auf. Das folgende Buch erzählt, wie der bretonische Adlige Lantenac incognito von Jersey aus auf einer Korvette der Konterrevolutionäre in See sticht, die ihn nach Frankreich bringen soll, wo er die Führung im Aufstand der Vendée übernehmen soll. Durch eine Kanone, die sich losgerissen hat, wird das Schiff beschädigt und kommt von Kurs ab, sodass die Korvette von einem republikanischen Geschwader entdeckt wird. Bevor das Gefecht beginnt, lässt sich Lantenac von dem Matrosen Halmalo, dessen Bruder er kurz zuvor hat hinrichten lassen, an Land rudern. Halmalo will ihn eigentlich ermorden, unterwirft sich ihm aber, als er erfährt, dass sein Passagier sein ehemaliger Lehnsherr ist. In der Nähe von Mont-Saint-Michel gehen sie an Land, und nachdem Lantenac Halmolo beauftragt hat, die Nachricht von seiner Ankunft in der Bretagne zu verbreiten, trennen sie sich. Lantenac wird bereits auf Steckbriefen gesucht, die der Kommandant der Revolutionstruppen Gauvain, ein Neffe Lantenacs, ausgestellt hat, doch der Bettler Tellmarch versteckt ihn. Am nächsten Morgen findet sich Lantenac von Bauern umzingelt, die ihn aber nicht ausliefern, sondern ihm als ihrem Anführer zujubeln. Nach einem Sieg der Aufständischen über das Pariser Bataillon, mit dem der Roman begann, lässt Lantenac alle Gefangenen einschließlich der Frauen füsilieren, die drei Kinder Michelle Fléchards werden als Geiseln mitgenommen. Sie selbst wird von dem heilkundigen Tellmarch gerettet, der bedauert, Lantenac geholfen zu haben.
Der zweite Teil, Zu Paris, erzählt im ersten Buch vom Leben in der Hauptstadt des revolutionären Frankreich mit seiner aufständischen Stadtverwaltung, seinen Sektionen, seinen Klubs. Neben diesen Elementen schildert Hugo die „Évêché“, die er in ihrer historischen Bedeutung stark überhöht. Er stellt sie als einen Versammlungsort besonders entschiedener Sans-Culotten dar, unter denen sich der ehemalige Priester Cimourdain, der Erzieher Gauvains, an Tugend und revolutionärer Entschiedenheit besonders hervortut. Im zweiten Buch streiten die drei „Titanen“ der Revolution, Jean-Paul Marat, Maximilien de Robespierre und Georges Danton, in einer Pariser Kneipe über die Kriegslage. Danton sieht die größte Gefahr im Vordringen der preußisch-österreichischen Truppen im Osten, Robespierre hält die Aufstände im Westen für gefährlicher, die eine Invasion britischer Landungstruppen ermöglichen würden, während Marat die Gefahren durch Verräter und Verschwörer von innen für vordringlich hält und deshalb eine Diktatur befürwortet. Sie einigen sich, dem Kommandanten im Westen, Gauvain, Cimourdain als politischen Kommissar des Wohlfahrtsausschusses an die Seite zu stellen. Das dritte Buch dieses Teils schildert ausführlich den Tagungsort, die Zusammensetzung und die Arbeit des Konvents.
Der dritte Teil, In der Vendée, spielt wieder in der Bretagne. Nach einer einleitenden Schilderung der Chouannerie, deren Kämpfer in den bretonischen Wäldern und unter diesen in Höhlen und Stollen leben, wird vom Bürgerkrieg zwischen den „weißen“ Truppen Lantenacs und den „blauen“ Truppen Cimourdains und Gauvains erzählt. Durch eine Kriegslist gelingt diesem ein Sieg über die Royalisten in Dol-de-Bretagne; mittlerweile ist Michelle Fléchard von ihren Verletzungen genesen und irrt auf der Suche nach ihren Kindern durch das Kriegsgebiet. Lantenac hat sich mit nur noch achtzehn Getreuen in sein Stammschloss La Tourgue zurückgezogen, das aus einem mittelalterlichen Turm und einem neuzeitlichen Brückenschlösschen besteht, in dessen Bibliothek die Kinder Michelle Fléchards gefangen gehalten werden: Sollten Gauvains Truppen die Burg stürmen, so drohen die Belagerten die Bibliothek anzuzünden und die Kinder verbrennen zu lassen. Die Republikaner stürmen trotzdem, durch eine erneute Kriegslist gelingt es ihnen in die Burg einzudringen, schon bereiten sich Lantenac und seine verbliebenen Anhänger auf einen Heldentod vor, als völlig überraschend Halmalo aus einer Geheimtür tritt und ihnen den Weg in die Freiheit weist. Einer von ihnen bleibt, um den übrigen den Rückzug zu decken, und entzündet die Lunte, die die Bibliothek mit den Kindern in Brand setzt. In diesem Moment erscheint Michelle Fléchard und sieht ihre Kinder in dem brennenden Brückenschloss, zu dem Gauvain und seine Truppen keinen Zutritt finden, da sich die eiserne Tür zur Bibliothek nicht aufbrechen lässt. Lantenac lässt sich vom Schreien der Mutter umstimmen, kehrt zurück und rettet die Kinder. Anschließend wird er gefangenen genommen und in das Verlies der Burg gesperrt. Nach einem kurzen Prozess soll er am folgenden Tag geköpft werden. Gauvain quälen Gewissensbisse, seinen heldenhaften Onkel der Guillotine zu überantworten, die Cimourdain eigens hat herbeischaffen lassen, und ermöglicht ihm die Flucht, indem er seinen Platz im Verlies einnimmt. In revolutionärer Konsequenz verurteilt Cimourdain trotz der Gnadengesuche der Soldaten seinen geliebten ehemaligen Schüler Gauvain zum Tode und erschießt sich in dem Moment, in dem dessen Kopf fällt.

## Form
1793 ist ein historischer Roman, in dem der Autor reale Begebenheiten und Personen (wie die Schlacht von Dol und die Revolutionäre Marat, Danton und Robespierre) mit Fiktivem wie der Évêché, der Belagerung von La Tourgue und den Protagonisten Lantenac, Gauvain und Cimourdain mischt. Diese Technik hatte Hugo von Walter Scott übernommen. Hugo hatte ursprünglich eine Trilogie historischer Romane geplant: Nach L’Homme qui rit („Der lachende Mann“) von 1869, der das aristokratische Leben in Großbritannien zur Zeit des Barock schildert, und 1793 sollte noch ein Roman über den Absolutismus in Frankreich folgen, wozu es aber nicht mehr kam.

## Entstehung und Übersetzungen
Um 1793 zu verfassen, hatte sich Hugo 1872/73 für sechs Monate auf die Kanalinsel Guernsey zurückgezogen. Der Roman erschien in drei Bänden im Februar 1874. Eine erste deutsche Übersetzung von Ludwig Schneegans erschien unter dem Titel Dreiundneunzig noch im gleichen Jahr, eine weitere von Alfred Wolfenstein kam mit einem Vorwort von Heinrich Mann 1925 heraus; parallel erschien der Roman unter dem Titel „Das Jahr der Guillotine“ (bearbeitet von Leo Perutz und Oswald Levett mit einem Vorwort von Perutz) bei Ullstein. Zwischen 1922 und 1926 erschien in der Schiller-Buchhandlung Berlin eine weitere Übersetzung unter dem Titel 1793 – Das Jahr des Schreckens.

## Rezeption
- Gustave Flaubert gefiel, wie er in einem Brief im Mai 1874 schrieb, insbesondere der Anfang des Romans, er bemängelte aber, dass alle Figuren blass blieben und ihre Dialoge wie Schauspieler aufsagen würden: „Die Gabe, menschliche Wesen zu erschaffen, fehlt diesem Genie. Wenn er diese Gabe besessen hätte, hätte Hugo sogar Shakespeare übertroffen“.[4]
- Heinrich Mann nannte den Roman 1925 ein Buch „entfesselter Menschheit“. Leo Perutz bezeichnete sich selbst in seinem Vorwort (ebenfalls 1925) als einen, der „seit zwanzig Jahren“ das Buch „für sich allein besessen und geliebt hat wie die Bibel“.
- Der Literaturwissenschaftler Christian Schäfer urteilt, dass es Hugo trotz seines intensiven Quellenstudiums nicht gelungen sei, die Atmosphäre des 18. Jahrhunderts einzufangen. Von wenigen Ausnahmen wie dem Streitgespräch zwischen Robespierre, Marat und Danton abgesehen, herrsche im Roman eher die düster-romantische Stimmung des Spätmittelalters vor. Dadurch bleibe Hugo gegenüber dem realistischen und dem naturalistischen Roman seiner Zeitgenossen zurück.[5]
- Der Literaturkritiker Rolf Vollmann nennt das Buch wegen seiner zahlreichen melodramatischen Effekte (die losgerissene Kanone, der Verwandtenkampf, die Kinder im brennenden Schloss, die verzweifelte Mutter) „furchtbar“.[6]

## Ausgaben
Französisch
- Quatrevingt-treize. La Guerre civile. 3 Bände. M. Lévy frères, Paris 1874 (französische Erstausgabe).
- Quatrevingt-treize. Eugène Hugues, Paris 1876 (erste illustrierte Ausgabe).
- Quatrevingt-treize. Introduction, notes, choix de variantes, bibliographie par Jean Boudout. Garnier, Paris 1957.
- Quatrevingt-treize. Hrsg. von Yves Gohin. Gallimard, Paris 2001, ISBN 2-07-041823-5 (= Collection Folio 1093).

Deutsch
- Dreiundneunzig. Deutsch von Alfred Wolfenstein. Deutsche Buchgesellschaft, Berlin 1932. Neuausgaben u.a: List, Leipzig 1952 (mit einem Vorwort von Heinrich Mann) und Rowohlt, Reinbek bei Hamburg 1994, ISBN 3-499-40039-1.
- 1793, Frankreichs Schicksalsjahr. Roman. Deutsch von Anton Zimmermanndl. Saturn-Verlag, Leipzig und Wien 1939.
- Dreiundneunzig (1793). Roman. Deutsch von Hans Wimmer. Meister, Heidelberg 1951.
- 1793. Roman. Deutsch von Eva Schumann. Aufbau-Verlag, Berlin 1956.
- Das Jahr 1793. Roman. Deutsch von Alfred Wolfenstein, überarbeitet und ergänzt von Alberte Schöne und Mireille Vildebrand. Kiepenheuer, Leipzig und Weimar 1989, ISBN 3-378-00295-6.
- 1793 oder die Verschwörung in der Provinz Vendée. Historischer Roman. Auf Grundlage der Übertragung von Alfred Wolfenstein neu übersetzt, mit Anmerkungen versehen und mit einem Nachwort von Edgar Bracht. Bastei-Lübbe, Bergisch Gladbach 1995, ISBN 3-404-13744-2.

## Sekundärliteratur
- Victor Brombert: Sentiment et violence chez Victor Hugo: L’exemple de « Quatre-vingt-treize ». In: Cahiers de l’Association internationale des études francaises 26, 1974, S. 251–267.
- Pierre Campion: Raisons de la littérature. Quatrevingt-treize de Victor Hugo. In: Romantisme Bd. 34, Nr. 124, 2004, S. 103–114.
- Winfried Engler: Victor Hugo : Quatrevingt-treize (1874). Revolution, Teleologie und Menschheitgeschichte. In: Lendemains. Etudes comparées sur la France 10, 1978, S. 55–72.
- Franck Evrard und Suzanne Alexandre (Hrsg.): Analyses & réflexions sur … Victor Hugo, Quatrevingt-treize. Ellipses, Paris 2002, ISBN 2-7298-1072-2.
- Kathryn M. Grossman: The Later Novels of Victor Hugo: Variations on the Politics and Poetics of Transcendence. Oxford University Press, New York 2012, ISBN 0-19-964295-8.
- Peter Stolz: Die Französische Revolution im Roman. Gattungsmischung und Mimesis, Formen und Funktionen ihrer Gestaltung in Hugos Quatrevingt-treize. In: Lendemains. Etudes comparées sur la France 75/76, 1995, S. 93–102.